# Georg H. Jeitler

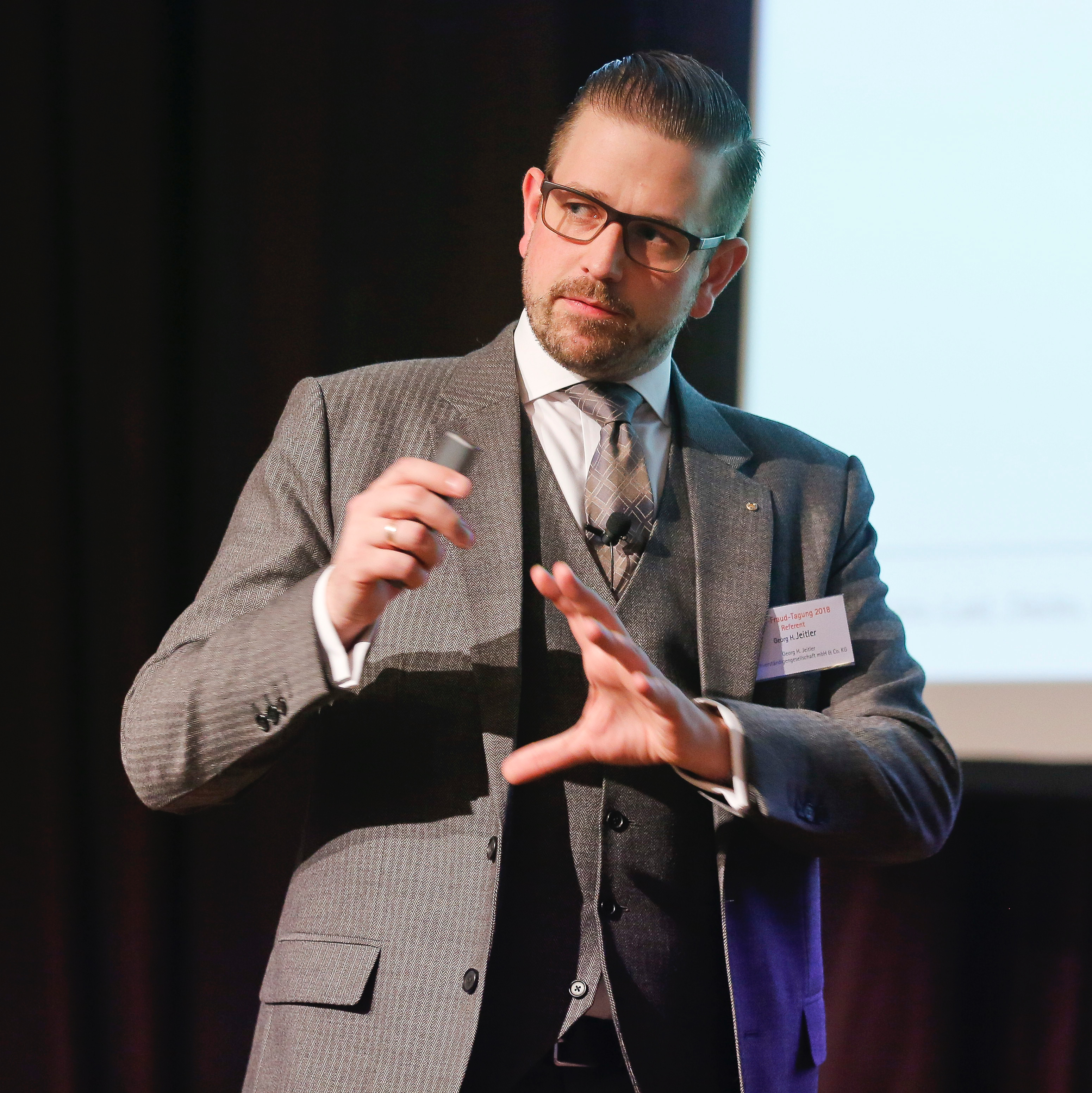
Georg H. Jeitler auf der 9. DIIR-Anti-Fraud-Management-Tagung 2018 in Düsseldorf

Georg H. Jeitler (* 27. September 1979 in Wien), eigentlich Georg Hans Jeitler, ist ein österreichischer Unternehmer, Wirtschaftsforensiker und Sachverständiger. Bekanntheit erlangte er durch seine Tätigkeit als Gutachter für Gerichte und Staatsanwaltschaften u. a. in den Korruptionskomplexen der Telekom-Affäre und der Tetron-Affäre. Er ist Vizepräsident im Hauptverband der Gerichtssachverständigen, Landesverband W/NÖ/Bgld.

## Ausbildung
Georg H. Jeitler absolvierte seine Schullaufbahn in Baden bei Wien und legte im Jahr 2000 die Matura ab. Anschließend inskribierte er Betriebswirtschaft an der Wirtschaftsuniversität Wien und Rechtswissenschaften an der Universität Wien, widmete sich aber vorwiegend dem Aufbau seines bereits kurz vor Schulabschluss gegründeten Unternehmens.
Berufsbegleitend absolvierte er das Bakkalaureats- und Magisterstudium der Publizistik- und Kommunikationswissenschaft an der Universität Wien. Wahlfächer belegte er aus Rechtswissenschaften, Philosophie und Betriebswirtschaft. Am Austrian Institute of Management der Fachhochschule Burgenland absolvierte Jeitler ein MBA-Studium im Bereich Management Consultancy, welches er mit Auszeichnung abschloss.
Jeitler ist geprüfter Compliance-Officer und Absolvent des Lehrganges für Unternehmensbewertung an der Akademie der Wirtschaftstreuhänder. Er ist CMC-zertifizierter Unternehmensberater und CAAA-zertifizierter FV-Diplom-Kommunikationskaufmann.

## Beruflicher Werdegang
Erste berufliche Erfahrungen sammelte Jeitler ab Mitte der 1990er-Jahre als Organisator kommerzieller Veranstaltungen, im regionaljournalistischen Bereich sowie ab Ende der 1990er-Jahre als Seminartrainer und im grafischen Bereich.
Im Jahr 2000 gründete er eine bis heute bestehende Werbeagentur, welche dieser in den folgenden Jahren gemeinsam mit seiner Ehefrau zu einer in verschiedenen Bereichen tätigen Kommunikationsagentur aufbaute. Die Leistungen wurden in den folgenden Jahren sukzessive bis hin zur Unternehmensberatung erweitert.
Ausgehend von beraterischer Tätigkeit für einen Auftraggeber war Jeitler von 2008 bis 2012 zudem unternehmerisch im Bereich des biologischen Bauens tätig und sammelte erste Erfahrungen im Startup-Bereich. Er initiierte die Gründung eines biologischen Fertighausunternehmens.
Im Jahr 2011 wurde Jeitler als allgemein beeideter und gerichtlich zertifizierter Sachverständiger eingetragen und widmete sich u. a. dem damals noch nicht breit bekannten Themenkomplex der Compliance, vor allem mit Fokus auf Beratungs- sowie Kommunikationsleistungen wie z. B. Sponsoring. Mit dem Österreichischen Media-Siegel etablierte er 2012 eine standardisierte Prüfung der Werthaltigkeit von Media- und Sponsoringtarifen.
Ab 2012/2013 zog sich Jeitler schrittweise aus der Kommunikationsagentur zurück; in der Sachverständigentätigkeit erfolgte eine verstärkte Schwerpunktsetzung auf forensische Tätigkeiten im Bereich von Korruption und Wirtschaftskriminalität in Zusammenhang mit Beratungsleistungen.
Neben der Tätigkeit als Sachverständiger und Wirtschaftsforensiker ist Jeitler heute als Unternehmens- und Organisationsberater in seinen diversen Fachbereichen tätig, u. a. zur Optimierung von Compliancesystemen und zu Antikorruption. Seit 2019 ist er Partner im internationalen Beratungs- und Wirtschaftsprüfungsunternehmen Grant Thornton, wo er seit 2024 den Gesamtbereich Advisory verantwortet.

## Lehr- und Vortragstätigkeit, Fachbeiträge
Georg H. Jeitler übt Lehrtätigkeiten im Hochschulbereich aus, etwa an der Wirtschaftsuniversität Wien, der Johannes-Kepler-Universität Linz und der FH Campus Wien zu betriebswirtschaftlichen Themen im Bereich der Wirtschaftskriminalität sowie an der IMC Fachhochschule Krems zu Kommunikationsthemen. An der Fakultät Sicherheit der Fachhochschule Wiener Neustadt betreut er Masterarbeiten in der polizeilichen Fortbildung.
Als Speaker spricht Jeitler vor allem zu Themen im Bereich Compliance, Wirtschaftskriminalität, Korruption und Kommunikation. In vielen seiner Vorträge behandelt er Risiken überbordender Compliance-Systeme.
In Fachbeiträgen beschäftigt er sich u. a. mit Methoden der Wirtschaftsforensik, der Werthaltigkeit von Beratungsleistungen, der Wirksamkeit von und Überregulierung durch Compliance-Systeme sowie mit Honoraren und Branchenfragen in den Bereichen Beratung, Medien, Kommunikation und Werbung.

## Wirken als Sachverständiger
Georg H. Jeitler ist allgemein beeideter und gerichtlich zertifizierter Sachverständiger in verschiedenen wirtschaftlichen Fachgebieten u. a. zu Unternehmensführung, Unternehmensbewertung und Unternehmensberatung sowie zu Kommunikation, Medien und Urheberfragen. Seit 2011 war er in zahlreichen Gerichtsverfahren tätig.

### Tätigkeiten in medial präsenten Verfahren
Aus der Berichterstattung bekannt wurden u. a. folgende Tätigkeiten in medienpräsenten Großverfahren:

#### Telekom-Affäre
Erste Bekanntheit erlangte Jeitler im Jahr 2013 durch seine Tätigkeit als Sachverständiger im Rahmen der verschiedenen Verhandlungen der Telekom-Affäre III. und IV., in welcher sich dieser mit Werbe- und Beratungsleistungen sowie Lobbyingtätigkeiten rund um illegale Parteienfinanzierung auseinanderzusetzen hatte, dies gemeinsam mit den Buchsachverständigen Matthias Kopetzky und Martin Geyer. Für Aufsehen sorgte die kurzfristige Identifikation einer neuen Belastungszeugin durch Jeitler sowie ein Befangenheitsantrag, der jedoch vom Gericht als unbegründet verworfen wurde.
Die Verfahren endeten mit diversen Schuldsprüchen u. a. gegen die Angeklagten Rudolf Fischer, Peter Hochegger, Klaus Wittauer und Gernot Rumpold.

#### Kärntner „Broschüren-Affäre“
Die Finanzierung einer Werbebroschüre im Design des BZÖ durch das Land Kärnten im Rahmen der Kärntner Landtagswahl 2009 führte zu einem Ermittlungsverfahren, in welchem Jeitler 2014/2015 durch die Wirtschafts- und Korruptionsstaatsanwaltschaft als Sachverständiger beigezogen wurde. Das durch Jeitler im Ermittlungsverfahren erstattete Gutachten gelangte an die Öffentlichkeit und führte von der Neuen Zürcher Zeitung ausgehend schon vor Anklageerhebung zu ausführlichen Berichterstattungen über die Causa.
Im Jahr 2017 erfolgte die Anklage u. a. gegen den ehemaligen Kärntner Landeshauptmann Gerhard Dörfler, seinen ehemaligen Sprecher Stefan Petzner und die ehemaligen Landesräte Harald Dobernig und Uwe Scheuch. Eine Wende erhielt die Verhandlung durch Geständnisse einzelner Angeklagter sowie durch eine Ausweitung der Anklage. Jeitler erstattete im Rahmen der Verhandlung sein Gutachten zur inhaltlichen Zuordnung und zum Werbewert der betreffenden Broschüre.
Das Verfahren endete u. a. mit Schuldsprüchen gegen die Angeklagten.

#### Tetron-Affäre
Im Jahr 2015 war Jeitler im Rahmen der gemeinhin als Blaulichtfunk-Affäre bekannten Tetron-Affäre tätig, in welcher dieser die Werthaltigkeit von Beratungsleistungen im Lobbyingbereich durch den Angeklagten Alfons Mensdorff-Pouilly untersuchte. Die Einordnung des Vorgehens des als Lobbyist bekannten Angeklagten als „amateurhaftes Vorgehen“ sowie dessen Beschreibung als „kein Lobbyist im fachlichen Sinn“ wurde von den Medien breit aufgegriffen.
Das Verfahren endete mit Schuldsprüchen.

#### Alkoholkampagne des Infrastrukturministeriums (BMVIT)
Im Rahmen einer Streitigkeit zur 2009 erfolgten Vergabe einer Kampagne gegen Alkohol am Steuer durch das Bundesministerium für Verkehr, Innovation und Technologie und der behaupteten Übernahme geistigen Eigentums zwischen zwei um den Auftrag werbenden Werbeagenturen war Jeitler als Gutachter tätig und stellte Übereinstimmungen der Werbespots fest.
Der Ausgang des Verfahrens ist bisher unbekannt.

#### Korruptionsverdacht in der Sportsektion des Verteidigungsministeriums (BMLVS)
Im Rahmen parlamentarischer Anfragen wurde bekannt, dass Jeitler für die Abteilung Revision des damaligen Bundesministeriums für Landesverteidigung und Sport in den Jahren 2015 und 2016 als Gutachter tätig war.
Im betreffenden Zeitraum war ein Sachverständiger zur Klärung eines Korruptionsverdachts rund um Vergaben im Sportbereich durch das Ministerium beigezogen worden und es erfolgten Ermittlungen durch die Wirtschafts- und Korruptionsstaatsanwaltschaft. Anhand einer Entscheidung des Bundesverwaltungsgerichts zu einer offenbar in dieser Angelegenheit erfolgten Suspendierung wurde schlussendlich trotz Anonymisierung eine Tätigkeit Jeitlers aufgrund seiner Fachbereiche und des abgekürzten Nachnamens nachvollziehbar.
Der Ausgang des Verfahrens ist bisher unbekannt.

#### Mediaselect-Affäre
Ab 2012 ermittelte die Österreichische Justiz zum Verdacht verdeckter Parteispenden im Zeitraum 2002 bis 2008 zugunsten der Österreichischen Volkspartei (ÖVP), welche über die Agentur Mediaselect abgewickelt worden waren. Im August 2013 wurde Jeitler als einer von zwei Sachverständigen bestellt. Er erstattete 2015 ein Zwischengutachten sowie im August 2018 sein Hauptgutachten, in welchem zulasten der Beschuldigten u. a. festgestellt wurde, dass Leistungen „ohne bedeutsamen Gegenwert“ und „in keiner fremdüblichen Form als erbracht festgestellt werden konnten.“
Ausgehend von einer Berichterstattung des Nachrichtenmagazins profil wurde im Rahmen des Nationalratswahlkampfes 2019 v. a. durch Peter Pilz kritisiert, dass Jeitler Berührungspunkte mit der Österreichischen Volkspartei aufweise: Jeitlers Ehefrau Carmen Jeitler-Cincelli war etwa vier Jahre nach Bestellung Jeitlers im Jahr 2017 für die Österreichische Volkspartei in den Nationalrat eingezogen, und personelle Veränderungen der Volkspartei im Jahr 2017 hatten dazu geführt, dass ein ehemaliger Schulkollege Jeitlers, Axel Melchior, zum Bundesgeschäftsführer der ÖVP bestellt worden war. Jeitler hatte dies gemeinsam mit dem Umstand, dass ihm auch der neue Parteichef Sebastian Kurz sowie die neue Generalsekretärin Elisabeth Köstinger bekannt seien, gegenüber der Staatsanwaltschaft offengelegt. Den Medien zugespielte Unterlagen führten zu einer entsprechenden Berichterstattung. Die Staatsanwaltschaft bestätigte gegenüber profil, dass die Offenlegungen erfolgt waren und kein Anhaltspunkt für eine Befangenheit bestanden habe.

### Konzept der Leistungsartefakte
Jeitler entwickelte in Bezug auf das forensische Vorgehen rund um die Werthaltigkeit von Beratungsleistungen den Begriff der Leistungsartefakte  zur Spezifikation der Spuren von Leistungserbringung sowie zugehörige Analysemodelle, welche er im Jahr 2018 auf der 9. Anti-Fraud-Management-Tagung des Deutschen Institutes für Interne Revision in Düsseldorf der Fachöffentlichkeit vorstellte.
Unter dem Begriff des Leistungsartefakts verstehen sich Produkte aus Beratungsprojekten. Jeitler unterscheidet zwischen primären Leistungsartefakten, welche üblicherweise erwartbare und archivierte Dokumente wie etwa Rechnungen, Angebote oder Berichte – somit vorwiegend intentional erstellte Dokumente – umfassen, und sekundären Leistungsartefakten, welche Spuren einer Leistungserbringung bezeichnen, die vielfach nicht intentional zur Dokumentation erstellt oder archiviert wurden, etwa Termineinträge oder Informationseinholungen bei Dritten und notwendigerweise in der Projektabwicklung entstehen.
Sekundäre Leistungsartefakte können typischerweise nur bei detaillierter Prüfung und Sichtung aufgefunden werden und erfordern die multi-iterative Bildung von Arbeitshypothesen sowie detaillierte Fachkenntnis über die zu erwartenden Prozesse und die betreffenden Tätigkeitsbereiche. Zur näheren Einordnung wird ein allgemeiner externer Referenzrahmen sowie ein spezifischer Analyserahmen zur Positivhypothese herangezogen. Es werden hierbei Positivhypothesen über die Projektstruktur im Falle einer tatsächlich erfolgten Durchführung des Beratungsprojektes gebildet sowie Negativhypothesen über ein Scheinberatungsprojekt und die damit zusammenhängenden Abwicklungen und dolosen Handlungen.
Das Auffinden einer gewissen Struktur an Leistungsartefakten sowie die Analyse dieser schafft schlussendlich ein interpretierbares Bild über das Vorliegen tatsächlich erbrachter Leistungen.

## Ehrenamt
Georg H. Jeitler engagierte sich vor dem Eintritt ins Berufsleben bei diversen Vereinen und ehrenamtlichen Organisationen, wie etwa dem Roten Kreuz und der Freiwilligen Feuerwehr. 
Er war Schulsprecher sowie Bundesobmann-Stellvertreter einer bundesweiten Schülerorganisation. Seit 2003 ist er Mitglied der katholischen Studentenverbindung Ö.k.a.V. Rhaeto-Danubia zu Wien im ÖCV sowie seit 1998 der katholischen Schülerverbindung K.Ö.St.V. Guelfia zu Wien im MKV.
Seit 2006 ist Jeitler in diversen ehrenamtlichen Berufsgruppenvertretungsfunktionen in der Wirtschaftskammer sowie im Hauptverband der Gerichtssachverständigen tätig und fungiert als Prüfer für Sachverständigenzertifizierungen. Im Jahr 2011 wurde er als Senatsmitglied in den österreichischen Werberat berufen. 2024 wurde er zum 2. Vizepräsidenten im Hauptverband der Gerichtssachverständigen, Landesverband W/NÖ/Bgld, gewählt.
Georg H. Jeitler ist Mitglied des Rotary Club Wien-Hofburg, dem er 2017/2018 als Präsident vorstand, und Gründungsmitglied sowie ehemaliger Vizepräsident des Marketingclub NÖ.

## Privates
Georg H. Jeitler lebt in Baden bei Wien und arbeitet in Wien. Er hat drei Kinder mit der Unternehmerin und Nationalratsabgeordneten Carmen Jeitler-Cincelli, die in den Jahren 2002, 2005 und 2009 geboren wurden. Im Jahr 2023 wurde die Trennung des Paares bekannt.  
Jeitlers ältester Sohn Moriz ist Mandatar in der Bundesvertretung der Studierenden der Österreichische Hochschülerinnen- und Hochschülerschaft und in der Studierendenvertretung am Wiener Juridicum aktiv.

## Auszeichnungen
Georg H. Jeitler erhielt persönlich bzw. mit seinen Unternehmen diverse Auszeichnungen:
- Im Jahr 2021 wurde Georg H. Jeitler vom Wirtschaftsportal Leadersnet zu einem der Top 5 Krisenmanager des Jahres in der Kategorie Dienstleistung gewählt.[102]
- Im Jahr 2018 wurde das Sachverständigenbüro gemäß § 68 GewO mit dem Wappen der Republik Österreich ausgezeichnet.[103][104]
- Die Kommunikationsagentur konnte im Laufe der Jahre mehr als 40 Preise bei Kreativwettbewerben gewinnen.[105][6][4] Das Unternehmen war mehrfach meistausgezeichnete Werbeagentur in Niederösterreich.[106][6]
- Im Jahr 2008 wurde Jeitler für ein Projekt im baubiologischen Bereich mit dem ÖGUT-Umweltpreis ausgezeichnet.[107]
- Für einen Hochwassereinsatz im Jahr 1997 wurde Georg H. Jeitler Dank und Anerkennung des NÖ Landeshauptmannes ausgesprochen.[3]

## Publikationen und Vorträge
- Detecting Fakes: Investigating the authenticity of digital evidence and scanned documents. Vortrag, Magnet Forensics MTalks, Frankfurt am Main 2025.
- Forensic Investigations: Best practices, atypical approaches and evidence risks. Vortrag, Grant Thornton International Cyber & Forensics Meeting, Athen 2024.
- Betrugsprävention: Risiko gefälschte Rechnungen. Vortrag, Austria Wirtschaftsservice, Wien 2024.
- Whistleblowing: Hinweise in der betrieblichen Praxis. Vortrag, Spezialtag Whistleblowing, IMH, Wien 2024.
- Preisangemessenheit von (Beratungs-)Dienstleistungen. Vortrag, Online-Fachtagung Anti-Fraud-Management, Akademie Heidelberg 2024.
- Whistleblowing: Operative Security-Chancen nutzen. Keynote Speech, Security Forum, Hagenberg 2024.
- Data Breach – was tun? Aspekte abseits des Recovery. Vortrag, Symposium IT- & Datensicherheit, TÜV Austria, Brunn a. Gebirge 2024
- Smartphone Forensics in Financial Crime Investigations. Vortrag, Digital Finance Forum, Vaduz 2024.
- Prüfung von Eingangsrechnungen: Beratungsleistungen, Kommunikation und Werbung. Vortrag, Institut für Interne Revision, Wien 2023.
- Das neue HinweisgeberInnenschutzgesetz. Online-Vortrag, Sparte Industrie, Wirtschaftskammer NÖ, St. Pölten 2023.
- Herausforderungen für KMU im Betrieb eines Hinweisgebersystems – Was tun, wenn der Ernstfall eintritt? Vortrag, Spezialtag Whistleblowing, IMH, Wien 2023.
- Korruptionsvermutung, Unschuldsvermutung und naive Anforderungen. In: Österreich 22 – Die Zukunft der Republik, Kleine Zeitung, Graz 2022
- Brave New Work: Gedanken zur Risikolage der Wirtschaft rund um flexible Arbeit. Konferenzbeitrag zur Zukunftskonferenz Österreich22 – In welcher Verfassung ist unsere Republik?, Graz 2021.
- „Wie bewerte ich heiße Luft?“ – Ansätze zur Identifikation von Scheinleistungen. Vortrag auf der Suspektrum – Fachkonferenz gegen Wirtschaftskriminalität, Köln 2019.
- Die Dokumentation von Unternehmensberatungsleistungen im Auftraggeberunternehmen. Eine Untersuchung am Beispiel strategischer Kommunikationsberatungsleistungen insbesondere im Bereich Public Affairs und Lobbying. Magisterarbeit, Universität Wien 2018.[108]
- Transparenz statt Verbote: Praxisnahe Ansätze zur Optimierung der aktuellen Rechtslage. Keynote Speech auf der Austrian Compliance Enquete, Laxenburg 2018.
- Antikorruption und Compliance: Transparenz statt Überregulierung. Konferenzbeitrag zur Zukunftskonferenz Österreich22 – Neue Impulse, Graz 2018.
- Consulting Fraud – Beratungsleistungen und Wirtschaftskriminalität: Die wichtigsten Indikatoren. Vorstellung eines Bewertungssystemes auf Grundlage von Normen. Grundsatzreferat auf der 9. DIIR-Anti-Fraud-Management-Tagung 2018, Deutsches Institut für Interne Revision, Düsseldorf
- Consulting Fraud – Das Vorliegen von Leistungsartefakten als Indikator für Scheinberatungsleistungen. In: Hans-Willi Jackmuth, Christian de Lamboy, Peter Zawilla: Fraud & Compliance Management: Trends, Entwicklungen, Perspektiven. Frankfurt School Verlag, Frankfurt 2018, ISBN 978-3-95647-113-1.
- Identifikation von Leistungsartefakten in der Unternehmensberatung anhand von Indikationen durch die ÖNORM EN 16114. Master Thesis, Austrian Institute of Management / Fachhochschule Burgenland, Eisenstadt 2018.
- Forensische Ermittlungen: Probleme und Chancen durch digitale Arbeitsumwelten. In: Compliance Praxis, 2017 (2), LexisNexis Verlag ARD Orac, Wien 2017, S. 32–35.
- Overcomplianced? Warum wir den Ansatz von zehn Geboten nicht vergessen sollten. Keynote Speech auf der Austrian Compliance Enquete, Laxenburg 2017.
- Consulting Fraud. Beratungsleistungen und Wirtschaftskriminalität: Die wichtigsten Indikatoren. Vortrag am LexisNexis Compliance Solutions Day 2017, Wien 2017.
- Werthaltigkeit sicherstellen. Compliance-Auditierung im Kommunikations-, Beratungs- und Werbebereich. Vortrag am LexisNexis Compliance Solutions Day 2016, Wien 2016.
- Marketing Compliance. Vortrag im Rahmen des ERFA 2014 der Akademie des Institutes für Interne Revision Österreich, Wien 2014.
- Korruption & Amtsmissbrauch. Vortrag mit Dr. Robert Jerabek für den Manz-Verlag, Wien 2013.
- Erwartungen, mediale Bilder und ein möglicher Weg. In: Klaus Poier, Katharina Konschegg, Johannes Spannring (Hrsg.): Jugend und Soziale Gerechtigkeit. Leykam, Graz 2008, ISBN 978-3-7011-0132-0.